# 蒙吉多罗
蒙吉多罗是意大利艾米利亚-罗马涅大区博洛尼亚省的一个镇，距离大区首府博洛尼亚约30公里。

## 名人
- 詹尼·莫兰迪：意大利歌手
- 焦尔达诺·贝尔蒂：意大利画家